# Zvonice svatého Marka
Zvonice svatého Marka (italsky Campanile di San Marco, benátsky Canpanièl de San Marco) je zvonicí neboli kampanilou světoznámé Baziliky svatého Marka v italských Benátkách. Je největší dominantou města a spolu s Bazilikou svatého Marka je symbolem Benátek i jedním ze symbolů celé Itálie.  Benátčané zvonici familiérně nazývají "Pán domu" ("El parón de casa"). 
V roce 1609 Galileo Galilei využil věž pro předvedení svého dalekohledu.
Tato 98,6 m vysoká věž stojí v rohu náměstí Svatého Marka proti hlavnímu průčelí baziliky. Základní část tvoří přibližně 50 m vysoký (pohledově červeně cihlový) hranol na půdorysu 12x12 m. Na něm je umístěna mramorová zvonice s pěti zvony a s vyhlídkovou lodžií. Nad zvonicí se nachází cihlové atikové patro s reliéfy lvů (Lev sv. Marka - symbol Benátek) a s ženskými postavami (la Giustizia - symbol Spravedlnosti). Věž je ukončena vysokou jehlanovitou střechou se zlatou větrnou korouhví tvořenou soškou archanděla Gabriela. Dnešní podobu dostala zvonice v roce 1514. Navzdory autenticky působícímu vzhledu však nejde o původní stavbu. Současná věž pochází z roku 1912, kdy byla dokončena výstavba nové věže stejného vzhledu poté, co v roce 1902 došlo ke zřícení věže původní.

## Historie

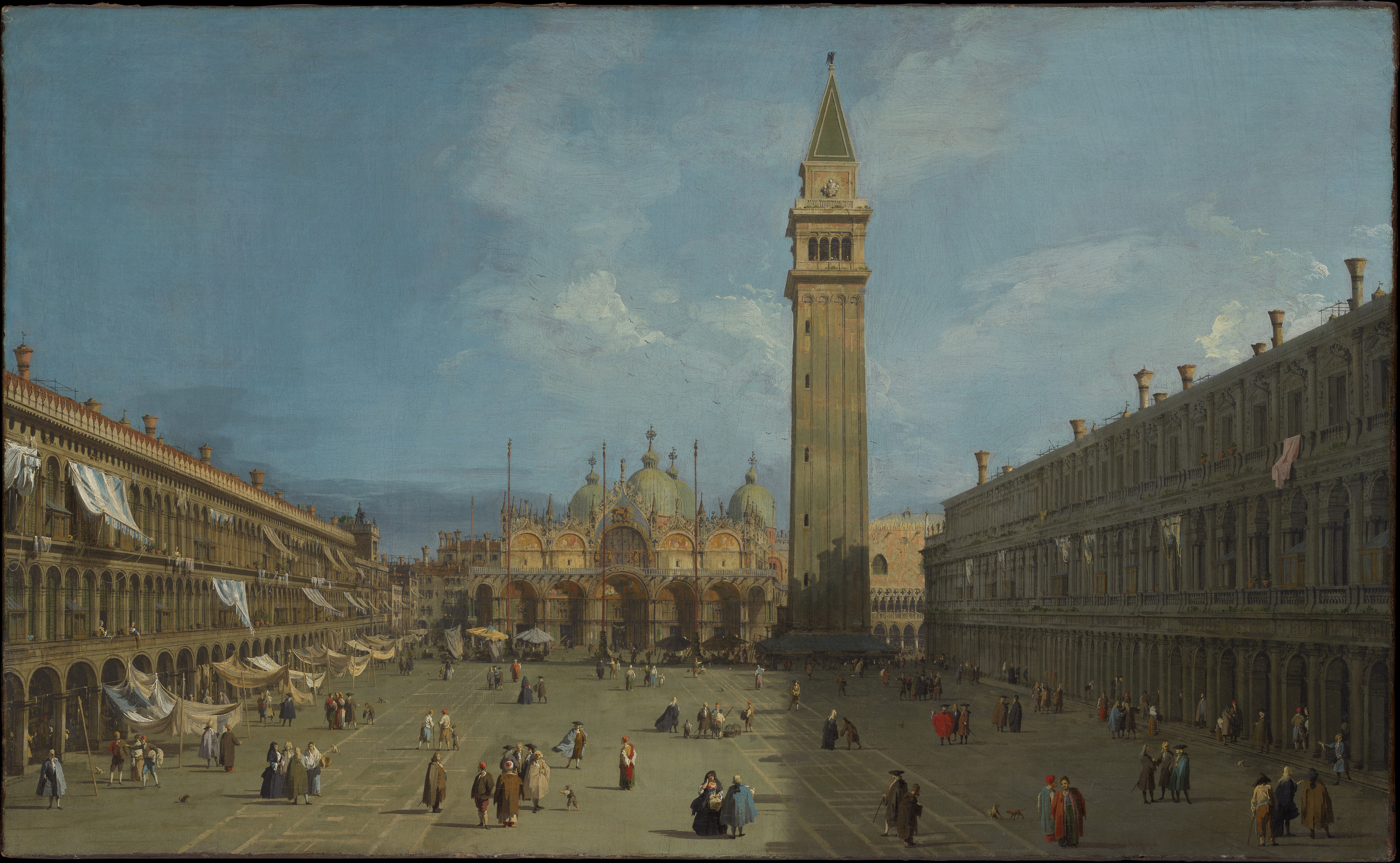
Canalettův obraz náměstí Svatého Marka s bazilikou sv. Marka a původní zvonicí, okolo roku 1720

Stavební dějiny a osud kampanily jsou neodmyslitelně spjaty s Benátkami a Benátskou republikou. Stavba první věže byla započata v 9. století za vlády dóžete Pietra Tribuna (887–912) a byla údajně budována na římských základech. Jejím původním posláním bylo sloužit jako strážní věž a maják pro potřeby přístavu, jenž v té době zabíral podstatnou část prostoru, který dnes známe jako piazzettu San Marco neboli náměstíčko Sv. Marka, tedy část náměstí vedoucí k přístavnímu molu. Ke dvěma přestavbám věže pak došlo byla ve 12. a ve 14. století. Ta první se konala za panování dóžete Domenika Morosiniho (?–1156); ke druhé uváděné přestavbě byli povoláni inženýři z Holandska a Francie, by konstrukci zpevnili. Třetí velká přestavba proběhla po zemětřesení v r. 1511 (viz další odstavec). V letech (1538–1546) vyrostla u její paty malá, bohatě dekorovaná loggetta, jejímž autorem byl Jacopo Sansovino. Ta byla dokončena roku 1549 a zrekonstruována v roce 1912 poté, co ji zničila zřícená zvonice. Jedním ze vzorů, podle nichž byla kampanila budována, byla zvonice baziliky opatství San Mercuriale ve Forlì v historickém regionu Romagna.

### Opakovaná obnova
Během let poničil zvonici mnohokrát úder blesku. V roce 1388 jím byla těžce poškozena, roku 1417 ji blesk zapálil a následný požár poničil a v roce 1489 zničil požár způsobený bleskem dřevěnou střechu věže.
Svoji definitivní podobu získala kampanila v 16. století díky rekonstrukci, která následovala po velkém poškození věže způsobeném tentokrát zemětřesením v březnu 1511. Práce započaly pod vedením architekta Giorgia Spaventa a pokračoval v nich Bartolomeo Bon z Bergama. K věži tak přibyla nová mramorová zvonice, cihlové atikové patro se sochami lva sv. Marka a Benátek (Spravedlnosti) a zlacená střecha. Rekonstrukce byla dokončena 6. června 1513 slavnostním umístěním zlacené dřevěné sochy archanděla Gabriela na vrchol zvonice. Průběh této slavnosti pro nás zaznamenal benátský historik Marino Sanuto mladší (1466–1536).
Během následujících staletí prodělala kampanila řadu dalších zákroků, jež měly napravit škody způsobené bleskem. K poničení došlo v letech 1548 a 1565. V roce 1653 započal Baldassare Longhena s opravnými pracemi, ale již roku 1658 ji blesk poškodil znovu. Poté, co ji 13. dubna 1745 opět zasáhl blesk, který způsobil praskliny v části zdiva a následnou smrt několika lidí způsobenou padajícím materiálem, došlo k dalším opravám. V letech 1761 a 1762 došlo k dalším ničivým zásahům blesku. Konečně potom, roku 1776 padovský astronom Giuseppe Tolado vybavil zvonici bleskosvodem.
Roku 1820 byla socha archanděla Gabriela nahrazena novou, od Luigiho Zandomeneghiho.

### Zřícení a obnova

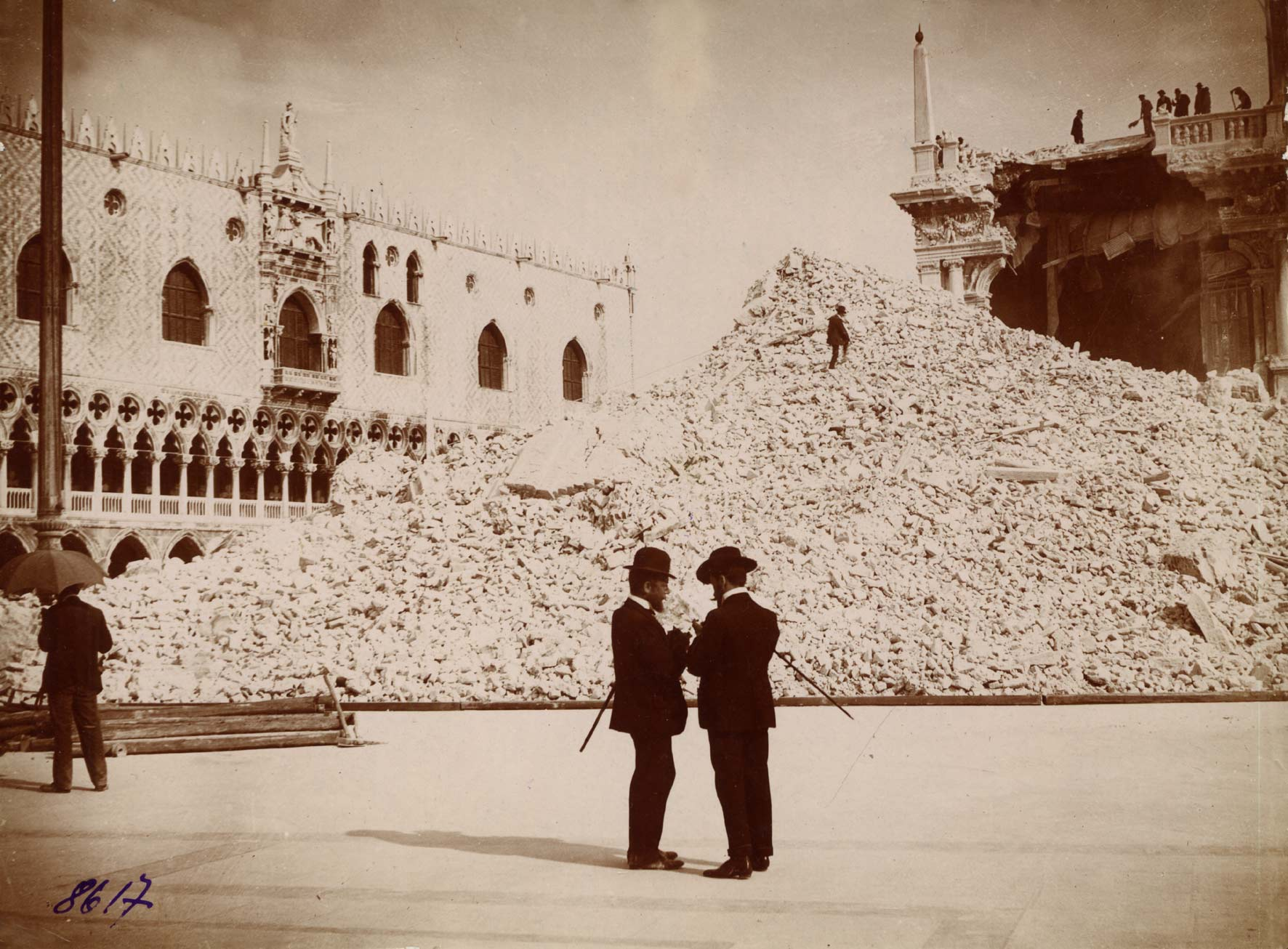
Ruiny zvonice

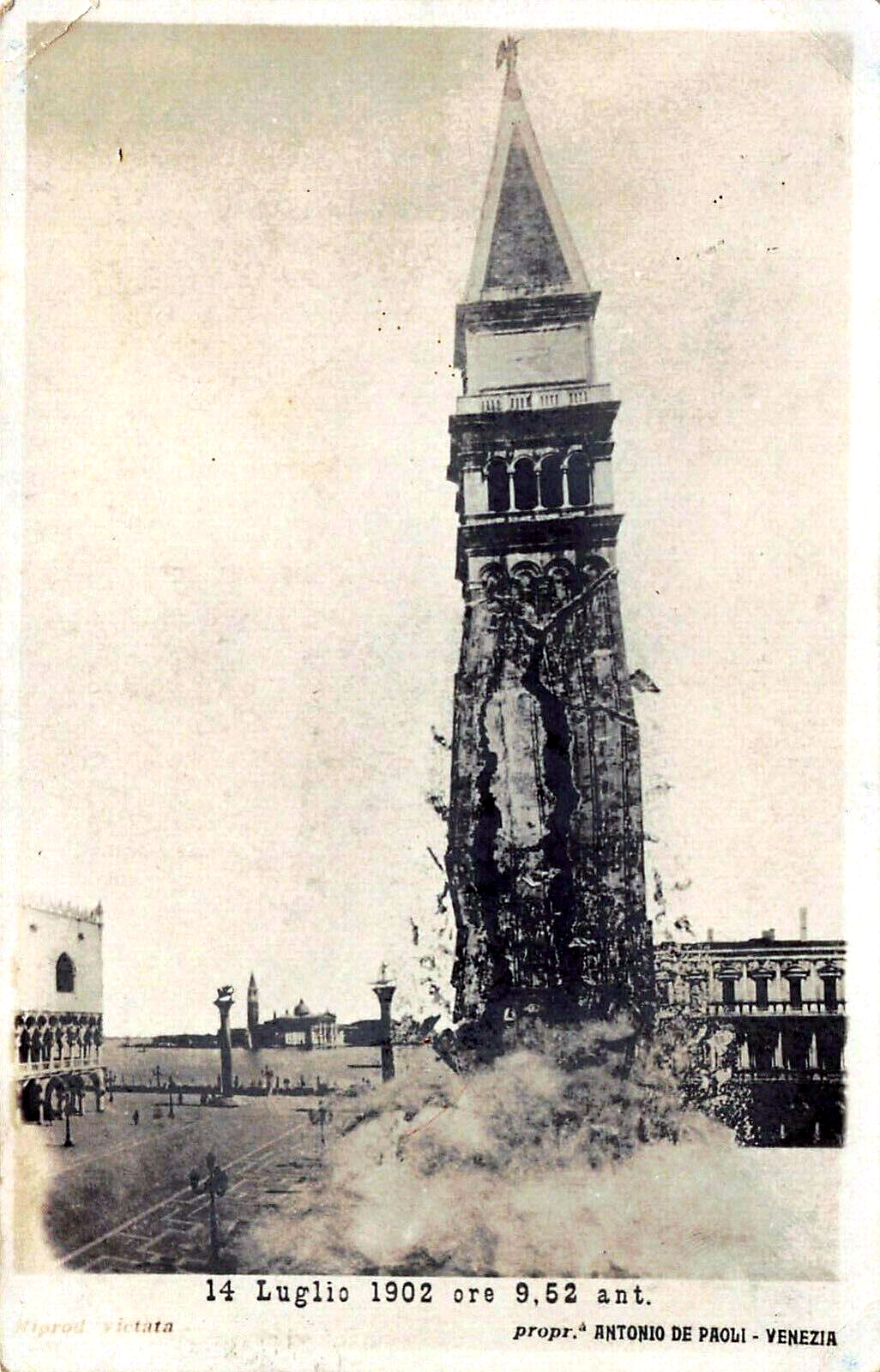
Fotomontáž představující zřícení původní zvonice v roce 1902

V červenci roku 1902 se na severní stěně zvonice počaly objevovat nebezpečně vyhlížející trhliny, které se během následujících dní nadále zvětšovaly. Kolem tři čtvrtě na deset 14. července se pak celá věž zřítila, přičemž její trosky zdemolovaly i přilehlou loggettu. Díky osamocenému umístění kampanily byly škody způsobené jejím zřícením poměrně malé. Kromě loggetty byl zničen pouze roh italské národní knihovny. Baziliku sv. Marka uchránil velký porfyrový sloup zvaný Pietra del Bando (Provolávací kámen), odkud se předčítala úřední prohlášení.
Ještě téhož večera odsouhlasila městská rada částku přes 500 000 lir na obnovu zvonice. Bylo rozhodnuto, že bude postavena přesná kopie zřícené věže, ovšem s vnitřní železobetonovou výztuží, jejímž úkolem bude zabránit případnému budoucímu zřícení stavby. Jako první daroval 22. července své lešení pro obnovu kampanily královský tajný rada a specialista na lešení Georg Leib z Mnichova. Práce na obnově zvonice započaly 25. dubna 1903 a trvaly až do 6. března 1912. Prováděla je stavební firma G. A. Porcheddua. Nová zvonice byla zasvěcena 25. srpna 1912 u příležitosti Dne svatého Marka, přesně 1000 let poté, co byly údajně položeny základy původní stavby. Z novější historie stojí za zmínku instalace výtahu v roce 1966.

## Zvony
Ve zvonové části zvonice je umístěno 5 zvonů. Každý z nich měl v dobách Benátské republiky zvláštní účel.
| Č. | Jméno               | Tón  | Funkce v dobách republiky                                                 | Hmotnost (kg) | Rok  | Zvonař                 |
| 1  | Marangona           | a0   | 1. výzva k zasedání Velké rady, oznamování začátku a konce pracovního dne | 3625          | 1819 | Canciano dalla Venezia |
| 2  | Nona/Mezzana        | h0   | oznamování poledne                                                        | 2556          | 1909 | Bratři Barigozziové    |
| 3  | Trottiera/Quarantìa | cis1 | 2. výzva k zasedání Velké rady                                            | 1807          | 1909 | Bratři Barigozziové    |
| 4  | Mezza Terza/Pregadi | d1   | svolávání senátorů do dóžecího paláce                                     | 1366          | 1909 | Bratři Barigozziové    |
| 5  | Renghiera/Maleficio | e1   | oznamování popravy                                                        | 1011          | 1909 | Bratři Barigozziové    |